# Michelle Courtens
Michelle Courtens, nota semplicemente come Michelle (Venray, 3 agosto 1981), è una cantante e violoncellista olandese.
Ha rappresentato i Paesi Bassi all'Eurovision Song Contest 2001 con Out on My Own, classificandosi 18ª.

## Biografia
Nata a Venray, nel Limburgo, ha studiato musica leggera presso il Conservatorio di Amsterdam, laureandosi con lode nel 2003 sotto la direzione di Jazz Zang in violoncello.
Nel 2001 prese parte al Nationaal Songfestival, vincendo il metodo di selezione olandese per l'Eurovision Song Contest con il singolo Out on My Own. La cantante aveva intenzione di esibirsi con il suo nome d'arte, Michelle, identico a quello dell'omonima rappresentante tedesca, causando quindi alcune polemiche tra i due paesi. Dopo aver discusso al riguardo, Danmarks Radio, organizzatrice dell'evento, stabilì che entrambe potevano mantenere il proprio nome d'arte senza necessità di modifiche. Ottenuto il diritto di rappresentare lo Stato all'Eurovision Song Contest 2001, si è esibita al 1º posto, classificandosi 18ª con 16 punti.

## Discografia

### Singoli
- 2001 - Out on My Own
- 2002 - Coming Up Roses